# كريستوفر بولاها
كريستوفر جون بولاها (بالإنجليزية: Kristoffer Jon Polaha)‏ هو ممثل أمريكي ولد في يوم 18 فبراير 1977 في مدينة رينو في نيفادا، بدأ التمثيل في سنة 2001، مثل في مسلسل الشاطئ الشمالي ومسلسل حياة غير متوقعة ورينجر. هو متزوج من الممثلة جوليان موريس ولها منه ثلاثة أبناء.

## روابط خارجية
- كريستوفر بولاها على موقع IMDb (الإنجليزية)
- كريستوفر بولاها على موقع ألو سيني (الفرنسية)
- كريستوفر بولاها على موقع أول موفي (الإنجليزية)
- كريستوفر بولاها على موقع إن إن دي بي (الإنجليزية)
- كريستوفر بولاها على موقع قاعدة بيانات الفيلم (الإنجليزية)
- كريستوفر بولاها على موقع كينوبويسك (الروسية)